# Peter Möhrle
Jens Peter Möhrle (* 23. April 1932 in Hamburg; † 16. März 2020) war ein deutscher Unternehmer, er war von 1956 bis 2007 Inhaber der Baumarktkette Max Bahr und 1987 bis 1990 Präses der Handelskammer Hamburg.

## Ausbildung und Beruf
Peter Möhrle war der Sohn des Hamburger Wirtschaftsprüfers Ernst Möhrle, der 1928 in der Hansestadt eine Wirtschaftsprüfungs- und Steuerberatungsgesellschaft gründete, die heute als Möhrle Happ Luther mit 450 Mitarbeitenden in Hamburg, Berlin und Schwerin firmiert.
Nach einer Ausbildung zum Holzkaufmann übernahm Peter Möhrle 1956 mit 24 Jahren für 20.000 DM die Mehrheitsanteile an der 1879 als  Stellmacherei gegründeten Hamburger Holzhandelsgesellschaft Max Bahr, die zu diesem Zeitpunkt ein Drei-Mann-Betrieb war. Den Do-it-Yourself-Boom nutzend, eröffnete er 1964 seine erste Filiale in Hamburg-Rissen. Er entwickelte das Unternehmen zum „Marktführer im Heimwerker- und Profibedarf“ mit über 3500 Mitarbeitern. 1996 wechselte er als Vorsitzender in den Beirat der Firma und überließ die Geschäftsführung seinem jüngsten Sohn Dirk. Nachdem dieser das Unternehmen auf 78 Filialen und 4370 Mitarbeiter erweitert und das Unternehmen in Betreiber- und Besitzgesellschaft umstrukturiert hatte, schied er 2004 allerdings wieder aus der Geschäftsführung aus. Seinen eigenen Beiratssitz gab Peter Möhrle im selben Jahr zugunsten seines ältesten Sohnes Kai ab. 2007 gelangte Möhrle schließlich zu der Überzeugung, dass die Firma Max Bahr gegen die Konkurrenz der Obi-Gruppe nicht bestehen könne und verkaufte die Betreibergesellschaft an die Praktiker AG und die Immobilien an den britischen Investmentfonds Moor Park.

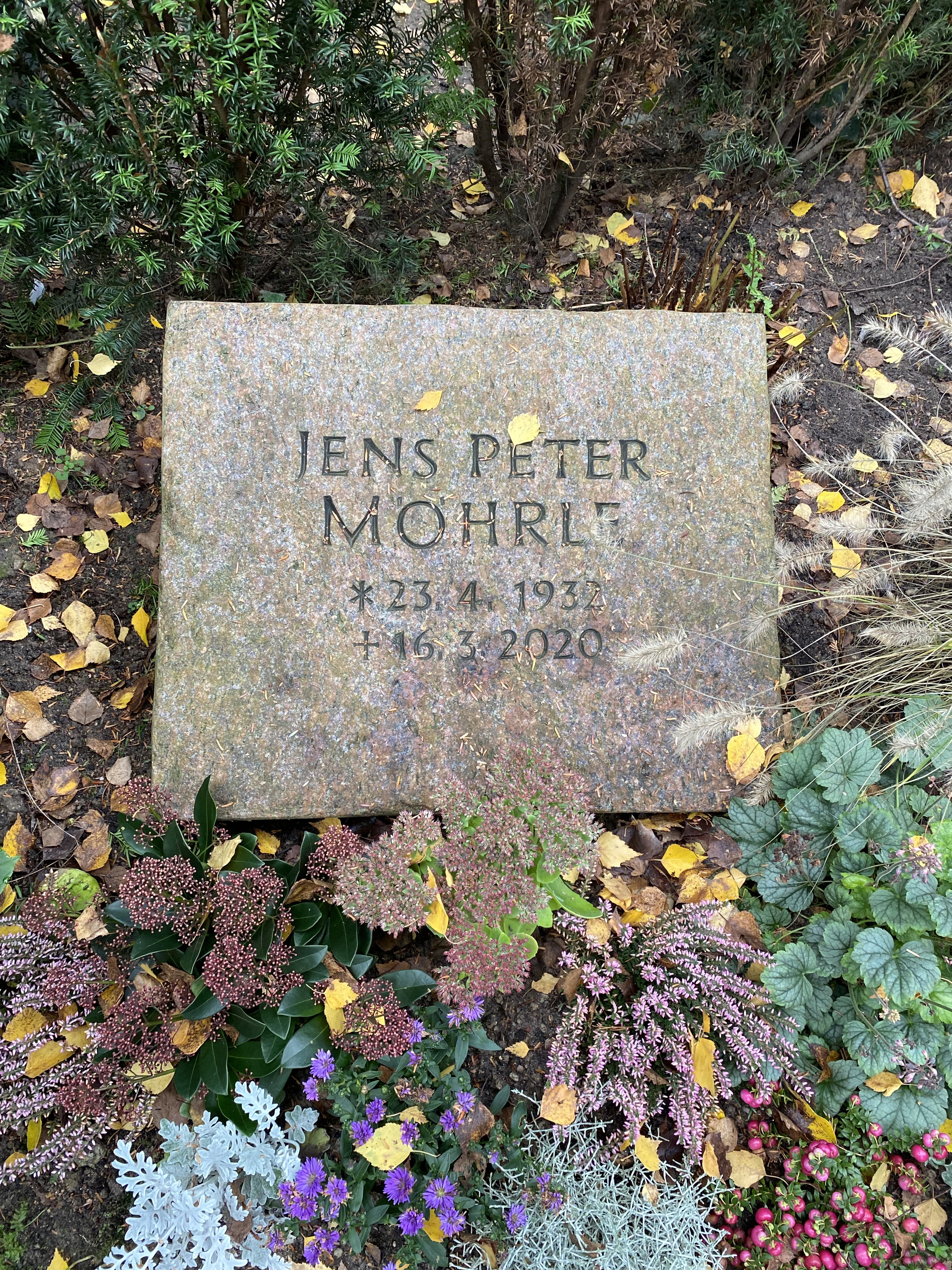
Kissenstein in der Familiengrabstätte

Noch im Dezember 2007 brachte Möhrle die Veräußerungserlöse in die gegründete Peter Möhrle Stiftung und in die Peter Möhrle Holding ein. Über seine Holding betätigte sich Möhrle seitdem wirtschaftlich in den Bereichen Unternehmensbeteiligungen und Immobilieninvestitionen. So wurde u. a. die an der Elbe gelegene Villa im Heine-Park im Hamburger Stadtteil Ottensen und 2010 das denkmalgeschützte Gebäude-Ensemble mit Hotel und Restaurant auf dem Hamburger Süllberg erworben. Das Restaurant wurde in der Folge an Karlheinz Hauser verpachtet. Am 31. Juli 2015 übernahm Möhrle das Familienunternehmen SCS (Stahlschmidt Cable Systems) aus Bad Berleburg.
Nach dem Tode Möhrles gab Hauser bekannt, den Gastronomiebetrieb Süllberg zum Ende des Jahres 2021 zu schließen. Im November 2021 verkauften die Erben von Möhrle die Immobilie schließlich an die Agrar Terminal Peter Rothe GmbH.
Peter Möhrle war verheiratet und hatte zwei Söhne und eine Tochter. Er verstarb 87-jährig und wurde in der Familiengrabstätte auf dem Nienstedtener Friedhof beigesetzt.

## Ehrenamt, Mäzenatentum und Ehrungen
Von 1987 bis 1990 war Möhrle Präses der Handelskammer Hamburg. Bereits 1994 gründete er die Peter Möhrle Stiftung für Denkmalpflege, die seitdem zahlreiche Projekte zur Pflege und Restaurierung historisch bedeutsamer und denkmalschutzwürdiger Bauwerke ermöglicht und unterstützt hat. Mit seiner 2007 gegründeten Peter Möhrle Stiftung finanzierte er u. a. die zwei Millionen Euro teure Orgel in der Elbphilharmonie. Er war Mitglied im Kuratorium des Freundeskreises der Elbphilharmonie und Laeiszhalle.
Im Jahr 2008 spendete Möhrle insgesamt eine Million Euro für die HafenCity Universität Hamburg (HCU). 500.000 € davon waren für einen HCU-Stipendien-Pool für Doktoranden und Studierende sowie weitere 500.000 € für die Ausstattung der studentischen Arbeitsbereiche im Neubau der HCU.
Am 10. Oktober 1995 erhielt Möhrle das Bundesverdienstkreuz am Bande.
Kurz vor seinem 70. Geburtstag wurde Möhrle am 18. April 2002 im Rahmen des Hamburger Gründerpreises der Hamburger Sparkasse für sein Lebenswerk geehrt.